# Onthophagus cupricollis
Onthophagus cupricollis är en skalbaggsart som beskrevs av Louis Albert Péringuey 1888. Onthophagus cupricollis ingår i släktet Onthophagus och familjen bladhorningar. Inga underarter finns listade i Catalogue of Life.